# Enrico di Dinant
Enrico di Dinant (Liegi, ... – Fiandre, 1260 circa) è stato un politico belga.
Dopo aver preso il potere a Liegi, tentò di affrancare la città con una guerra (1255) contro vescovi e feudatari dei luoghi, che si concluse con la sconfitta di Enrico di Dinant.
Nel 1257 il capopolo trovò riparo presso Margherita II di Fiandra.